# 张瞳
张瞳（1923年—2007年11月6日），原名张子伟，中国天津宁河芦台人，著名报人张高峰之弟，著名话剧演员。
张瞳原毕业于上海剧专，后进入中央戏剧学院第一期，1951年毕业后在北京人艺供职，饰演过《茶馆》中的唐铁嘴等经典角色。影视作品有《编辑部的故事》、《我爱我家》、《三国演义》等。